# FK Vojvodina Novi Sad
FK Vojvodina srbijanski je nogometni klub iz Novog Sada. Osnovan je u proljeće 1914. godine i od tada je osvojio dva državna prvenstva (1965./66. i 1988./89.) Trenutačno se natječe u Superligi Srbije. Navijačka skupina osnovana je 1989. godine i zovu se "Firma".

## Povijest
Klub su osnovali novosadski studenti 6. ožujka 1914. godine, pod imenom Vojvodina. Nakon što je poslije Prvog svjetskog rata iz Praga donesen komplet dresova praške Slavije, njihove boje su postale dio i dan danas prepoznatljivog imidža nogometaša Vojvodine.
Godine 1921. spaja se sa Omladinskim SK (osnovan 1920.) u OSK Vojvodina.
Godine 1924. Vojvodina gradi stadion "Karađorđe", prema nacrtu inženjera i predsjednika kluba Dake Popovića.
Klupske boje 1932. bile su crvena, bijela i plava, a klupska adresa igralište Karađorđe.
Prve zapaženije rezultate u Prvoj jugoslavenskoj nogometnoj ligi, Vojvodina je imala pedesetih godina 20. stoljeća. Godine 1955. godine izboren je nastup u Mitropa kupu, a posebno se pamte pobjede protiv Rome. 1960-ih izvršena je smjena generacija. U sezoni 1961./62. Vojvodina postaje doprvakom Jugoslavije, a u sezoni 1965./66. postaje po prvi puta prvakom države. Najpoznatiji nogometaši tog vremena bili su Ilija Pantelić i Silvestar Takač. Vojvodina se natjecala i u Kupu prvaka, gdje stiže do četvrtzavršnice. Bolji od njih su bili igrači glazgovskog Celtica.
U 1970-im godinama, Vojvodina je često bila u vrhu tablice. U tom je razgodblju osvojila i svoj jedini međunarodni trofej – Mitropa kup, 1977. godine, slavivši u skupini ispred Sparte Prag, Vasasa i Fiorentine.
1980-e su bile krizne. U sezoni 1985./86. Vojvodina ispada u Drugu saveznu ligu, da bi, nakon rekonstrukcije time, već tri sezone kasnije osvojila svoj drugi naslov državnog prvaka. To im je bio ujedno i posljednji osvojeni trofej do osvajanja Kupa Srbije 2013./14. godine.

## Navijači
Navijači FK Vojvodine nazivaju se Firma, a prate sve sportaše koji se natječu pod okriljem Športskog društva Vojvodina. Osnovani su 1989. godine, i imaju nekoliko različitih podskupina, poput: "Bački odred"" iz Bačke Palanke, Pandora, Sanatorium, G-3, Ultra-NS, Firma Beočin, Firma Novo naselje i dr. Njeguju dobre prijateljske odnose s navijačkom skupinom "Lešinari" iz Banje Luke.

## Stadion
FK Vojvodina svoje domaće utakmice igra na stadionu "Karađorđe". Izgrađen je 1924. godine, a otvoren 28. lipnja iste godine. To ime je nosio do Drugog svjetskog rata, od kada nosi naziv Gradski stadion. Od 2007. godine vraćeno mu je prvobitno ime.
Ima kapacitet od 14.458 sjedećih mjesta i pokrivenu zapadnu tribinu.

## Bivši poznati igrači
| - Vlada Avramov - Milan Belić - Vujadin Boškov - Vladimir Trifunović - Todor Veselinović - Ljubomir Vorkapić - Dejan Govedarica - Ljubiša Dunđerski - Slaviša Jokanović - Dušan Mijić - Rajko Aleksić - Stevan Bena - Stevan Nešticki - Siniša Mihajlović |  | - Petar Nikezić - Ilija Pantelić - Milan Stepanov - Silvester Takač - Miroslav Tanjga - Dobrivoj Trivić - Miloš Šestić - Ratko Svilar - Milan Jovanović - Zdravko Rajkov - Josip Pirmajer - Žarko Nikolić - Miloš Krasić |

## Vojvodina u Superligi Srbije
Stanje do 24. svibnja 2015.
| Sezona    | Оdig. | Pob. | Ner. | Por. | +G  | -G  | GR   | Bod. | Plasman |
| --------- | ----- | ---- | ---- | ---- | --- | --- | ---- | ---- | ------- |
| 2006./07. | 32    | 16   | 6    | 10   | 38  | 25  | +13  | 54   | 3       |
| 2007./08. | 33    | 18   | 8    | 7    | 53  | 33  | +20  | 62   | 3       |
| 2008./09. | 33    | 18   | 7    | 8    | 46  | 25  | +21  | 61   | 2       |
| 2009./10. | 30    | 13   | 6    | 11   | 51  | 30  | +21  | 45   | 5       |
| 2010./11. | 30    | 20   | 7    | 3    | 44  | 14  | +30  | 67   | 3       |
| 2011./12. | 30    | 14   | 10   | 6    | 44  | 26  | +18  | 52   | 3       |
| 2012./13. | 30    | 17   | 10   | 3    | 40  | 20  | +20  | 61   | 3       |
| 2013./14. | 30    | 11   | 12   | 7    | 38  | 32  | +6   | 45   | 4       |
| 2014./15. | 30    | 16   | 4    | 10   | 44  | 36  | +8   | 52   | 4       |
| Ukupno    | 278   | 143  | 70   | 65   | 398 | 241 | +157 | 499  | 3       |

## Rezultati u europskim natjecanjima
Stanje do 11. kolovoza 2015.
| Natjecanje                   | Br. utak. | Pob. | Ner. | Por. | +G  | -G  |
| ---------------------------- | --------- | ---- | ---- | ---- | --- | --- |
| Kup prvaka                   | 9         | 5    | 1    | 3    | 10  | 9   |
| Kup pobjednika kupova        | 0         | 0    | 0    | 0    | 0   | 0   |
| Kup UEFA, Liga Europe        | 48        | 19   | 12   | 17   | 73  | 69  |
| Intertoto kup                | 10        | 6    | 1    | 3    | 18  | 9   |
| I. Ukupno natjecanja UEFA    | 67        | 30   | 14   | 23   | 101 | 87  |
| Mitropa kup                  | 37        | 13   | 11   | 13   | 57  | 51  |
| Kup velesajamskih gradova    | 23        | 9    | 6    | 8    | 27  | 22  |
| II. Ukupno ostala natjecanja | 60        | 22   | 17   | 21   | 84  | 73  |
| Ukupno I. + II.              | 127       | 52   | 31   | 44   | 185 | 160 |

## Vanjske poveznice
- Službene stranice kluba